# Cézanne (cràter)
Cézanne és un cràter d'impacte en el planeta Mercuri de 67 km de diàmetre. Porta el nom del pintor francès Paul Cézanne (1839-1906), i el seu nom va ser aprovat per la Unió Astronòmica Internacional el 1985.